# Leosthenes rubripes
Leosthenes rubripes är en insektsart som beskrevs av Ludwig Redtenbacher 1908. Leosthenes rubripes ingår i släktet Leosthenes och familjen Phasmatidae. Inga underarter finns listade i Catalogue of Life.